# Torre Verde
La torre Verde è una torre a nord-est nella città di Trento.

## Storia
La torre sembra essere molto antica, in quanto viene menzionata già nel 1197, ma senza il cappello conico verde e più bassa rispetto ad adesso, ma questo pare sia dovuto all'innalzamento della città che oltre ad aver alzato la torre e le case circostanti ha quasi fatto scomparire la collinetta dei Malconsei, dove si trovava la torre all'epoca. Da qualche studioso la torre veniva considerata romana o addirittura preromana per la costruzione e per le pietre bugnate alla base.
La torre è visibile anche nei dipinti del pittore tedesco Albrecht Dürer tra il 1490 e il 1494 dove nei dipinti della veduta di Trento si può scorgere anche la torre Verde.
La torre viene menzionata anche in un proclama presente nell'archivio consolare di Trento datato 14 maggio 1506. Pare infatti che la parte superiore della torre, il cono verde, sia stata costruita appunto nel 1506.
Venne ristrutturata ai tempi del principe vescovo Georg Hack von Themeswald, infatti all'interno della torre è presente il suo stemma.
Una fonte scritta nella prima metà del Seicento afferma che la torre era usata anche come magazzino per la polvere da sparo.

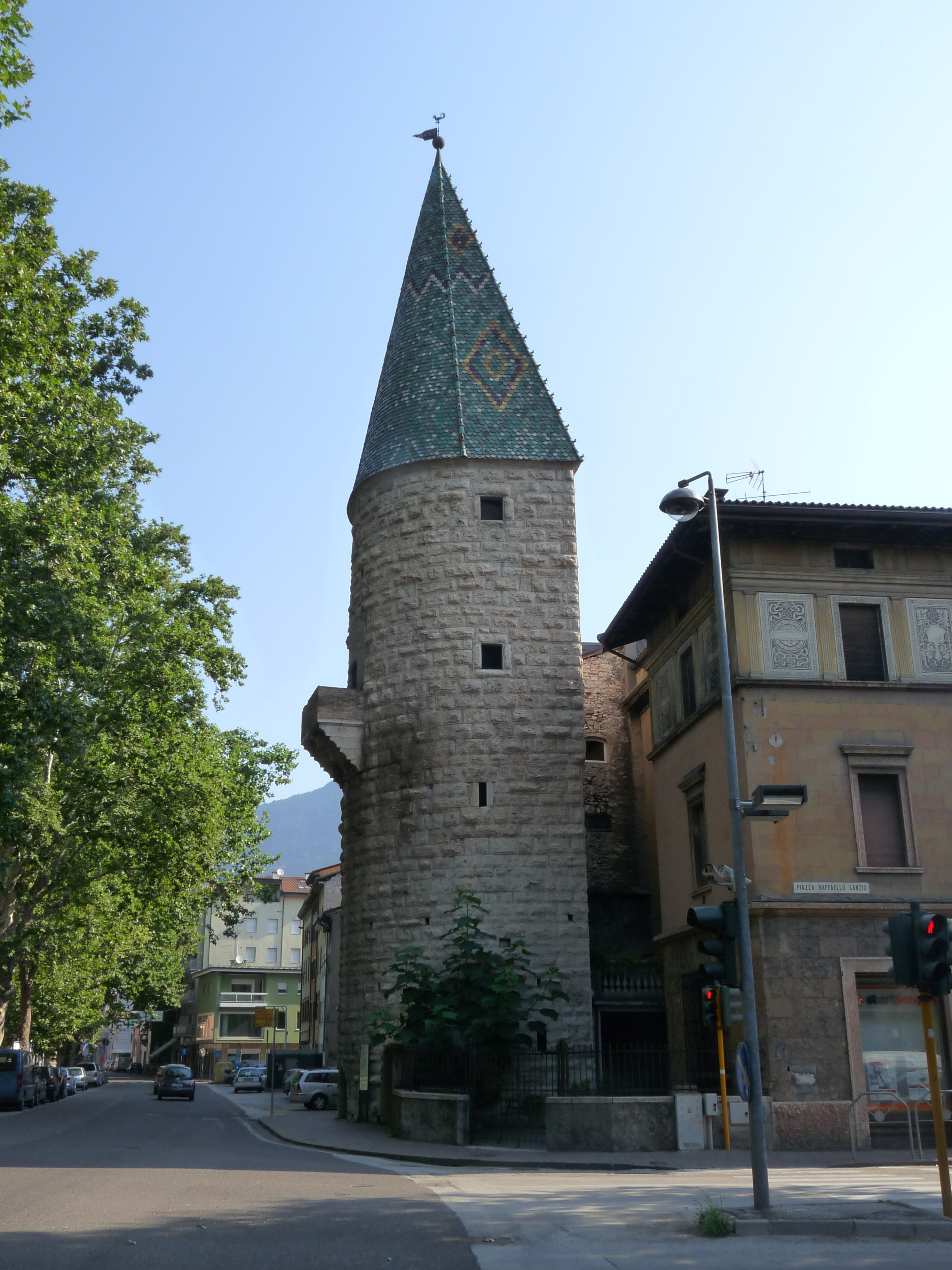
Vista da sud di Torre Verde

La torre venne in seguito restaurata nella metà del XVIII secolo e alla fine del XIV.
La torre poi fu un capisaldo del muro di cinta della città che sovrastava il fiume Adige fino al 1858, anno di conclusione dei lavori di rettifica del fiume. In seguito venne usata come sentinella per il confine settentrionale della città e magazzino al servizio del porto fluviale. Nonostante ciò, la torre è rimasta in condizioni ottime e nonostante non sia visitabile all'interno rimane un monumento simbolo della città di Trento.
In origine la torre era collegata al castello del Buonconsiglio da un braccio di mura.